# 加鲁绍斯
加鲁绍斯是巴西南大河州的一个市镇。总面积799.849平方公里，总人口3457人，人口密度4.3人/平方公里。